# التعرض اللغوي للأطفال الصم
إن التعرض للغة بالنسبة للأطفال هو عملية جعل اللغة متاحة ويمكن الوصول إليها بسهولة خلال الفترة الحرجة لاكتساب اللغة. يميل الأطفال الصم وضعاف السمع، عند مقارنتهم بأقرانهم من غير السامعين، إلى مواجهة حواجز في الوصول إلى اللغة عندما يتعلق الأمر بضمان حصولهم على لغة يمكن الوصول إليها خلال سنوات تكوينهم. وبالتالي، فإن الأطفال الصم وضعاف السمع هم أكثر عرضة للحرمان من اللغة، مما قد يؤدي إلى تأخيرات معرفية، فضلاً عن تأثيرات سلبية أخرى على صحتهم. يتيح التعرض المبكر للغة للدماغ تطوير الوظيفة الإدراكية بشكل أكثر اكتمالاً ويسهل تطوير المهارات اللغوية، فضلاً عن طلاقة اللغة وفهمها في وقت لاحق من الحياة. ويواجه الآباء والأمهات الذين لديهم أطفال صم أو ضعاف السمع أيضًا حواجز فريدة عندما يتعلق الأمر بتوفير التعرض اللغوي لأطفالهم. لقد أطلعتنا الأبحاث على تطور ورعاية الأطفال الصم وضعاف السمع الذين قد لا يعرفون كيفية البدء في توفير اللغة، على الرغم من أن الكثير من هذا البحث يركز على الأطفال في الولايات المتحدة، مما يحد من القدرة على التعميم. ومع ذلك، فإن فحص آثار التعرض للغة بالنسبة للأطفال الصم أدى إلى ظهور أدلة أكثر أهمية حول مخاطر الحرمان من اللغة وفوائد التعرض المبكر للغة.

## الفترة الحرجة للأطفال الصم وضعاف السمع
الفترة الحرجة لاكتساب اللغة الأولى هي فرضية لغوية تنص على أن هناك فترة زمنية لاكتساب لغة ما. بعد هذه الفترة، يصبح من الصعب جدًا اكتساب لغة أولى أو ثانية. هناك العديد من النظريات حول متى تبدأ وتنتهي الفترة الحرجة للغة بالضبط؛ ومع ذلك، تظهر الأبحاث أنه عندما لا يتعرض الطفل للغة خلال السنوات القليلة الأولى من حياته، فإنه يعاني من عجز طويل الأمد في اكتساب اللغة.
يعتمد جزء كبير من الأبحاث حول التعرض للغة والفترة الحرجة واكتساب اللغة على اللغات المنطوقة والأطفال الذين يسمعون. وفي الواقع، تنطبق هذه الأفكار نفسها على الأطفال الصم وضعاف السمع أيضًا. بالنسبة للأطفال الذين يستطيعون السمع والتحدث، فإن التعرض للغة الأولى عادة ما يبدأ باللغة الأم لوالديهم. وينطبق الأمر نفسه على الأطفال الصم الذين لديهم آباء صم؛ إذ يتعرضون للغة الإشارة منذ الولادة. ومع ذلك، فإن التعرض للغة بالنسبة للأطفال الصم وضعاف السمع المولودين لآباء قادرين على السمع غالبا ما يتأخر. يُظهر العديد من الأطفال الصم وضعاف السمع الذين لا يتعرضون للغة حتى وقت لاحق في حياتهم عندما يتم تزويدهم بأجهزة سمعية (على سبيل المثال، زراعة القوقعة، المعينات السمعية ) ضعفًا في بناء الجملة. خلصت الأبحاث إلى أن فقدان السمع في حد ذاته ليس هو الذي يؤثر على ضعف اللغة، بل ما إذا كان الطفل قد تلقى مدخلات لغوية خلال السنة الأولى من حياته. الأطفال الذين تعرضوا للغة خلال عامهم الأول من الحياة ولكن فقدوا سمعهم بعد ذلك العام ما زالوا يظهرون تطورًا نحويًا طبيعيًا (أي تطور اللغة).

## معالم اللغة
لقد تم تحديد معالم تطوير اللغة في بعض الولايات لترسيخ الدعم التشريعي لتنمية الطفل من خلال التعرض للغة. في كاليفورنيا، يحدد مشروع قانون مجلس الشيوخ رقم 210 الأهداف للأعوام الخمسة الأولى من حياة الطفل، مع التركيز على اللغة الاستقبالية، والمفردات، واللغة التعبيرية. على نحو مماثل، يحدد قانون مونتانا §52-2-904 أيضًا معالم لغوية محددة للأطفال الصم وضعاف السمع، مع أمثلة في كل من لغة الإشارة الأمريكية واللغة الإنجليزية المنطوقة.

## الكشف المبكر عن السمع والتدخل (EHDI)
تتضمن الجهود المبذولة لضمان تحديد الأطفال الذين يعانون من اختلافات في السمع في وقت مبكر من مرحلة الرضاعة وقبل نهاية الفترة الحرجة للأطفال الصم وضعاف السمع برنامج الكشف المبكر عن السمع والتدخل (EHDI) الممول من قبل إدارة الموارد والخدمات الصحية. تنقسم برامج EDHI في الولايات المتحدة إلى ولايات وأقاليم، وتهدف إلى الفحص وتوفير التشخيصات وتطوير أنظمة دعم الأسرة وتنسيق الخدمات للأطفال الصم وضعاف السمع لتحقيق معالم اللغة. يتم جمع البيانات من برامج الكشف المبكر عن السمع والتدخل لتقييم نجاح برامج الفحص والتدخل على أمل تحسين الرعاية للأطفال الصم وضعاف السمع.

## القدرة اللغوية اللاحقة
وقد أجريت أبحاث إضافية حول مستخدمي لغة الإشارة بطلاقة وقدرتهم على التقاط اللغة المنطوقة في وقت لاحق من الحياة. تشكل لغة الإشارة أساسًا متينًا في القدرات اللغوية العامة كما تفعل اللغة المنطوقة، سواء كان ذلك القراءة، أو تعلم لغة ثانية، أو المهارات اللغوية الأساسية، طالما تم تعلمها في الفترة الحرجة من اكتساب اللغة.
بالإضافة إلى ذلك، تظهر الأبحاث أن الأطفال الذين يتعلمون لغة الإشارة إلى جانب اللغة المنطوقة خلال فترة حرجة من اكتساب اللغة يتطورون بشكل مماثل للأطفال ثنائيي اللغة الذين يتعلمون لغتين منطوقتين.

## فوائد التعرض للغة
تم الاعتراف بلغات الإشارة مثل لغة الإشارة الأمريكية كلغات رسمية بعد الأبحاث التي بدأت في الستينيات. أثبت البحث أن لغات الإشارة هي لغات حقيقية ذات بنية معقدة وقواعد نحوية ونحوية تمامًا مثل اللغات المنطوقة. علاوة على ذلك، فإن كلاهما يستخدم نفس المناطق في النصف الأيسر من الدماغ للتخطيط ومعالجة اللغة.
يتمتع كل من الأطفال الصم والأطفال الذين يسمعون والذين يتعرضون للغة والتعليم المناسبين بتطورات معرفية طبيعية. في الواقع، يتشابه الأطفال الصم والأطفال الذين يسمعون في مراحل تطورهم اللغوية وجداولهم الزمنية. وفقًا لمصادر تطور اللغة والمعالم، فإن الأطفال الذين يمكنهم السماع والذين يتعرضون للغة سيبدأون عادةً في الثرثرة (على سبيل المثال، ماما، دادا) بين سن ستة أشهر واثني عشر شهرًا. على نحو مماثل، يبدأ الأطفال الصم الذين يتعرضون للغة الإشارة في "الثرثرة" بأيديهم باستخدام عناصر منظمة ومتكررة من لغة الإشارة الخاصة بهم.
يتمتع الأطفال الصم وضعاف السمع وضعاف السمع بقدرة متساوية على تطوير القدرات الإدراكية النموذجية؛ ولا يتسبب الصمم بشكل مباشر في أي ضعف إدراكي أو تأخير لغوي. ومع ذلك، فإن الأطفال الصم وضعاف السمع معرضون لخطر أكبر بكثير بسبب عدم تعرضهم بشكل كافٍ للغة خلال فتراتهم الحرجة، مما قد يؤدي بدوره إلى تأخيرات معرفية ولغوية.

## مخاطر الحرمان اللغوي
الأطفال الذين يعانون من إهمال التواصل أثناء طفولتهم أو طفولتهم المبكرة معرضون لخطر متزايد من الحرمان اللغوي مع تقدمهم في السن. وقد ارتبط الحرمان اللغوي في حد ذاته بنتائج صحية أسوأ لدى البالغين الصم وضعاف السمع، وقد يؤدي إلى مشاكل صحية مزمنة في مرحلة البلوغ، مثل زيادة خطر الإصابة بمرض السكري وأمراض القلب وارتفاع ضغط الدم. وبالتالي، فإن عدم المساواة في توفير التعرض اللغوي قد يؤدي إلى استمرار عدم المساواة في الحالة الصحية والعقلية للبالغين الصم، على الرغم من الحاجة إلى إجراء المزيد من الأبحاث لفهم كيفية حدوث هذه التفاوتات بشكل أفضل.

## توفير التعرض اللغوي
هناك طريقتان رئيسيتان مقترحتان لتعريض الأطفال الصم وضعاف السمع للغة. الأولى من خلال لغة الإشارة والثانية من خلال اللغة المنطوقة. ومع ذلك، ليس من الضروري اختيار أحدهما أو الآخر. تشير الأبحاث إلى أن تعلم لغتين، بغض النظر عن ماهيتهما، يمكن أن يوفر مزايا معرفية فريدة للأفراد ثنائيي اللغة. علاوة على ذلك، فإن ثنائية اللغة تفتح المزيد من الفرص للفرد من خلال تمكينه من التفاعل مع مستخدمي لغات متعددة. بالنسبة للأطفال الصم وضعاف السمع على وجه الخصوص، فإن تعلم لغة الإشارة منذ الولادة واللغة المنطوقة/المكتوبة عندما يتمكنون من الوصول إلى هذه الوسائل يمكن أن يحمي الطفل من الأضرار الناجمة عن الحرمان اللغوي الذي يحدث عندما يتأخر الطفل في الوصول إلى اللغة في أي وسيلة.

### منذ الولادة
يولد حوالي 90-95% من الأطفال الصم وضعاف السمع لآباء قادرين على السمع. يولد 5-10% فقط من الأطفال لآباء صماء. توجد حاليًا في الولايات المتحدة ممارسات لفحص سمع الأطفال حديثي الولادة تُعلم الآباء بحالة سمع أطفالهم حديثي الولادة خلال الأسابيع القليلة الأولى من حياتهم. إذا تم تشخيص طفل بفقدان السمع، فإن المستشفيات عادة ما توفر الوصول إلى فريق يضم أطباء الرعاية الأولية وأخصائيي السمع ومقدمي الرعاية الصحية الآخرين لمساعدة الأسرة في تحديد المسار الأكثر ملاءمة لعائلتهم أو طفلهم لضمان نمو الطفل بشكل طبيعي مع اللغة. ومع ذلك، أفاد بعض الأطباء أنهم غير واثقين من إبلاغ آباء الأطفال الصم وضعاف السمع بالخطوات الأخرى التي يجب اتخاذها بالإضافة إلى زيارة أخصائي السمع.

### لغة الإشارة
عندما يولد الأطفال الصم لوالدين صم يستخدمون لغة الإشارة، فإن تعرضهم للغة يكون مستمرًا ويمكن الوصول إليه بالكامل منذ الولادة. وهذا يعادل نوعية التعرض اللغوي الذي يتلقاه الأطفال الذين يتمتعون بحاسة السماع. وبالتالي فإن هؤلاء الأطفال يظهرون اكتسابًا نموذجيًا للغة. ومع ذلك، فإن معظم الأطفال الصم وضعاف السمع لديهم آباء يسمعون ولكن ليس لديهم خبرة في لغة الإشارة. تتوفر العديد من الخيارات لهؤلاء الآباء لمساعدتهم على توفير أكبر قدر ممكن من اللغة التي يمكن الوصول إليها بالكامل لأطفالهم منذ الولادة فصاعدًا.
أولاً، تقدم العديد من مدارس الصم دروس لغة الإشارة للآباء الذين يرغبون في تعلم لغة الإشارة مع أطفالهم. تقدم بعض المدارس أيضًا برامج للآباء والأطفال الرضع تسمح للآباء بإحضار أطفالهم الرضع إلى الفصل وتوفير تعليم اللغة للآباء، وتعريض الرضيع للغة الإشارة، ووقت لعب منظم للآباء والأطفال الرضع للتفاعل جميعًا بلغة الإشارة مع وجود مدربي الإشارة لتسهيل الإجابة على الأسئلة.
بالنسبة للأطفال الصغار ومرحلة ما قبل المدرسة، توجد فصول لغة الإشارة لمرحلة ما قبل المدرسة المقدمة في معظم المدارس للصم. هذه هي الأماكن التي يمكن للأطفال الصم وضعاف السمع أن يأتوا إليها ويقضوا يومهم الدراسي في فصول دراسية ممتعة وغنية باللغة والتي قد توفر تعرضًا أكثر طلاقة للغة الإشارة مما يستطيع العديد من الآباء السامعين توفيره في هذه المرحلة من رحلتهم. بالإضافة إلى ذلك، توفر هذه المدارس التمهيدية للأطفال الصم وضعاف السمع الفرصة التي يحتاجون إليها لبدء بناء علاقات مع أقرانهم الآخرين الذين يتشاركون معهم اللغة.
كما أنشأت بعض الولايات في الولايات المتحدة، مثل تينيسي، برامج إرشادية للصم لتوجيه الأسر التي لديها أطفال جدد من الصم وضعاف السمع خلال السنة الأولى من حياتهم مع أطفالهم. من خلال ربط الآباء الذين يسمعون بنموذج يحتذى به من الصم، تسمح هذه البرامج للآباء بإلقاء نظرة خاطفة على البالغين الرائعين الذين يمكن أن يصبحهم أطفالهم، والتواصل مع مجتمع الصم، وتمكينهم من تحديد الموارد الأخرى المتاحة والوصول إليها (مثل الموارد المذكورة في هذا القسم).
قد تختلف لغات الإشارة حسب البلد، وحتى حسب المنطقة. وقد أدى الدعم من المؤسسات الأكاديمية مثل جامعة جالوديت إلى بذل جهود عالمية لإنشاء مجتمع دولي للغة الإشارة من خلال التبادل الطلابي، والعديد منها يوفر برامج تطوعية لتحسين التعرض اللغوي للأطفال في البلدان التي لا يوجد بها دمج رسمي للغة الإشارة في المناهج الدراسية الابتدائية.

### زراعة القوقعة والتعرض
ينصح العديد من الأطباء العائلات التي لديها أطفال مصابون بفقدان السمع باستشارة أخصائي السمع. بالنسبة لبعض الأشخاص، فإن إحالة المريض إلى أخصائي السمع هي محاولة لحل مشكلة فقدان السمع. بالنسبة للآخرين، يُنظر إليه على أنه بمثابة حرمان الطفل من فرصة الاستكشاف والانضمام إلى مجتمع الصم. منذ تقديمها، كان هناك نقاش حاد حول الأبحاث المتعلقة بزراعات القوقعة. تُعد هذه الجراحة توصية شائعة للأطفال الذين يولدون أصمًا، وذلك لمحاولة جعل الطفل يسمع ويفهم ويستخدم اللغة المنطوقة بدلاً من لغة الإشارة أو أحيانًا بالإضافة إليها.
يدور النقاش في الغالب حول الرأي القائل بأن الصمم مشكلة تحتاج إلى حل، في ظاهرة تُسمى "تأطير العجز"، والتي قد تشمل مصطلحات مثل "ضعف السمع". ينظر العديد من الأعضاء الفخورين في مجتمع الصم إلى عملية الزرع على أنها محاولة لإصلاح شخص سليم بالفعل، وقد يجدون هذا الأمر مهينًا وحتى غير أخلاقي. ويرى آخرون أن ذلك يمثل إمكانية حقيقية لفتح الأبواب وإعطاء الأطفال الفرصة للعمل بسهولة أكبر في مجتمع يتمتع بالقدرة على السمع.
في عام 2018، نُشرت مراجعة منهجية لجميع الأدبيات حول زراعة القوقعة ونتائج اكتساب اللغة والتي خلصت إلى أنه من غير المرجح أن يلحق معظم الأطفال الصم بنظرائهم الذين يسمعون في اكتساب اللغة المنطوقة من خلال استخدام زراعة القوقعة. ومع ذلك، كانت نتائج اللغة أفضل كلما تم منح الطفل إمكانية الوصول إلى اللغة في وقت مبكر (في هذه الحالة اللغة المنطوقة من خلال الغرسات). أحد الحلول التي تم اقتراحها لهذا هو توفير التعرض للغة الإشارة لجميع الأطفال الصم بدءًا من أقرب وقت ممكن من الولادة للوالدين بغض النظر عما إذا كانوا يخططون للحصول على زراعة القوقعة أو المعينات السمعية في وقت لاحق. تضمن هذه الاستراتيجية أقصى قدر ممكن من التعرض اللغوي للأطفال وتخفف من خطر الحرمان اللغوي الذي غالبًا ما يترتب على الانتظار لمعرفة ما إذا كانت زراعة القوقعة ستكون ناجحة لأي طفل معين.

### المدرسة الابتدائية
يتضمن التعرض غير المحدود للغة الحصول على خيارات تعليمية متاحة باللغة الأم. يعد الوصول إلى التواصل واللغة أمرًا حيويًا لنجاح الطلاب الصم. ولضمان إعداد الأطفال الصم بشكل صحيح لتحقيق النجاح المستقبلي في الفصول الدراسية، فإن التعرض المبكر للغة أمر ضروري. وفي الفصول الدراسية، يعد الوصول إلى التواصل الاجتماعي والأكاديمي بنفس القدر من الأهمية بالنسبة للغة والتطور المعرفي.
في الولايات المتحدة الأمريكية، ينص قانون الأمريكيين ذوي الإعاقة (ADA) وقانون تعليم الأفراد ذوي الإعاقة (IDEA) على أنه يجب توفير التعليم العام لكل طفل من ذوي الإعاقة في "البيئة الأقل تقييدًا" بالنسبة لهم. وباعتبارها عبارة عامة، فإن هذا الأمر متروك للتفسير. وهذا يعني في كثير من الأحيان أن الأطفال الذين يعانون من فقدان السمع يحصلون على إمكانية الوصول إلى المدارس العامة مع مترجم.
إن فعالية توفير مترجمي لغة الإشارة تعتمد على الوضع اللغوي للطلاب الصم وضعاف السمع. لن يستفيد الطلاب الصم وضعاف السمع الذين يعانون من نقص اللغة من المترجمين في الفصول الدراسية بقدر ما يستفيد الطلاب الصم وضعاف السمع الذين يعانون من نقص اللغة إلى حد ما. إن الطلاب الذين يكون المترجم هو شريكهم اللغوي الوحيد سوف يرون فائدة لغوية أقل بكثير من أولئك الذين لديهم وفرة وتنوع من شركاء اللغة في الفصل الدراسي. لذلك، فإن توفير مترجم لغة إشارة واحد قد لا يكون كافياً لخلق بيئة تعليمية عادلة في الفصول الدراسية للطلاب الصم وضعاف السمع في الفصول الدراسية العادية.
في حين أن المدارس في الولايات المتحدة التي تدرس في المقام الأول بلغة الإشارة نادرة مقارنة بالمدارس العامة السائدة، فإن كل ولاية لديها عادة مدرسة واحدة على الأقل للصم حيث يمكن للأطفال الصم الالتحاق بها وتلقي تعليمهم بلغة الإشارة. ومن الأمثلة القليلة مركز التعلم للصم، ومدرسة ماريلاند للصم، ومدرسة تكساس للصم، وما إلى ذلك. وقد تدرس مدارس الصم الأخرى بطريقة شفوية، وتحظر الإشارة وتركز فقط على الكلام، وهي طريقة اتصال كاملة، مع لغة إشارة عامة مصاحبة لمعلم متحدث، والمعروفة أيضًا باسم الاتصال المتزامن، ونهج ثنائي اللغة يشمل كل من الإشارة والكلام، ولكن بطريقة منفصلة.

## الرصاص-ك
الرصاص-ك تعني المساواة في اللغة واكتسابها للأطفال الصم. الرصاص-ك هي حملة أمريكية تعمل على تعزيز اكتساب اللغة والاستعداد لمرحلة رياض الأطفال للأطفال الصم وضعاف السمع الذين تتراوح أعمارهم بين 0 و5 سنوات. تعترف منظمة الرصاص-ك بأن الأطفال الصم قد يواجهون صعوبات اجتماعية وأكاديمية عند دخولهم المدرسة بسبب عدم التعرض الكافي للغة في المراحل المبكرة من حياتهم. لقد طورت منظمة الرصاص-ك تشريعًا نموذجيًا لتعزيز نجاح الأطفال الصم وضعاف السمع من خلال التقييمات المطلوبة لضمان تحقيق معالم لغوية معينة. يمكن إجراء التقييمات بلغة الإشارة الأمريكية و/أو اللغة الإنجليزية المكتوبة/المنطوقة.
| الدولة          | التشريعات   | الحالة                               |
| --------------- | ----------- | ------------------------------------ |
| كاليفورنيا      | سب 210      | مرت في عام 2015                      |
| هاواي           | القانون 177 | تأسست في عام 2016                    |
| كانساس          | سب 323      | مرت في عام 2016                      |
| داكوتا الجنوبية | هب 1228     | مرت في عام 2020                      |
| جورجيا          | هب 844      | مرت في عام 2018                      |
| لويزيانا        | هب 199      | مرت في عام 2018                      |
| ميشيغان         | هب 5777     | مرت في عام 2022                      |
| ري              | سب 2825     | رفض في عام 2016                      |
| مي              | هب 6005     | رفض في عام 2016                      |
| نيو هامبشاير    | هب 554      | رفض في عام 2017                      |
| دبليو في        | هب 2571     | رفض في عام 2017                      |
| مو              | هب 481      | رفض في عام 2017                      |
| آل              | هب 253      | رفض في 2018                          |
| تكساس           | *           | تقرير على مستوى الولاية في عام 2022* |

تأمل منظمة الرصاص-ك أن يتم استخدام البيانات التي سيتم جمعها من التقييمات المقترحة في مشاريع القوانين الخاصة بها لمحاسبة أنظمة التعليم الحكومية إذا بدا أن طلابها الصم وضعاف السمع يتخلفون عن تحقيق المعالم التي يجب عليهم تحقيقها. تهدف الرصاص-ك إلى الدعوة إلى التعرض المبكر للغة والتقدم اللغوي الثابت لجميع الأطفال. إن الوصول إلى المعالم اللغوية الصحيحة على جدول زمني ثابت يمكن أن يساعد الأطفال الصم وضعاف السمع في الحفاظ على مسار نمو صحي. كان الدعم لمبادرات الرصاص-ك في المقام الأول من المنظمات التي تدعم نشاط الصم، مثل الجمعية الوطنية للصم والمدافعين عن حقوق الصم السود على المستوى الوطني، وكلاهما قاد حملات لرفع مستوى الوعي. معارضة لمبادرات الرصاص-ك من قبل المؤيدين للتواصل باللغة المنطوقة للأطفال والبالغين الصم، بما في ذلك جمعية ألكسندر جراهام بيل، والجمعية الأمريكية للنطق واللغة، والتحالف الأمريكي لزراعة القوقعة.